# ドリュー・ストーレン
ドリュー・P・ストーレン（Drew P. Storen, 1987年8月11日 - ）は、アメリカ合衆国インディアナ州ヘンドリックス郡ブラウンズバーグ出身のプロ野球選手（投手）。右投両打。愛称はホーメージ。

## 経歴

### プロ入り前
父マーク・パトリックはインディアナ州インディアナポリスのAMラジオ局・WNDEなどでスポーツ番組のパーソナリティとして活動している。ストーレンは子供のころはシアトル・マリナーズのファンで、好きな選手はケン・グリフィー・ジュニアだった。2003年9月、父がモントリオール・エクスポズのトレーナーと知り合いだったことから、エクスポズがオハイオ州シンシナティに遠征してきたときに、ストーレンは球場でエクスポズの試合前練習を見学させてもらう。このときエクスポズに昇格したばかりだったチャド・コルデロと話をし、大学野球の全米選手権 "カレッジ・ワールドシリーズ" に出場したときのことなどを聞かせてもらったストーレンは、自分もその大会に出たいと思うようになった。地元のブラウンズバーグ高校では最終学年時に、投げては55イニングで8勝1敗・防御率0.89・86奪三振、打っては打率.400・8本塁打・33打点を記録する活躍を見せる。高校卒業時の2007年6月に、MLBドラフトでニューヨーク・ヤンキースから34巡目（全体1050位）指名を受けたが、プロ入りはせず、当時カレッジ・ワールドシリーズ出場15回のスタンフォード大学へ進学する。
元々は三塁手兼先発投手として野球部に入ったストーレンだが、コーチからリリーフ転向を打診され承諾、1年目の2008年からチームの抑え投手となった。この年、チームはレギュラーシーズンとその後のトーナメントを勝ち上がり、2003年以来5年ぶり16回目のカレッジ・ワールドシリーズ進出を決める。ストーレンはこの間8セーブを挙げ、目標としていた大会への出場を果たした。8大学によるダブルイリミネーション方式のトーナメントで行われる同大会では、ストーレンはフロリダ州立大学との初戦に登板。3点リードの8回裏に同点本塁打を喫したが、その直後に味方が一挙11得点で勝ち越し、結果的に勝利投手になっている。チームは準決勝でジョージア大学に敗れ、全米王座獲得はならず。ストーレンの大学1年目は、31試合56.1イニングで5勝3敗8セーブ・防御率3.51・50奪三振という成績だった。続く2009年は、チームはカレッジ・ワールドシリーズ出場を逃す。ストーレンは引き続き抑え投手を務め、28試合42.2イニングで7勝1敗7セーブ・防御率3.80・66奪三振を記録した。

### プロ入りとナショナルズ時代
2009年6月9日のMLBドラフトでは、1巡目（全体10位）でワシントン・ナショナルズがストーレンを指名。この順位での指名は、実力よりも契約可能性を優先してのものという評価が専らだった。その見立て通り、指名翌日の10日には入団契約を結びプロ入りする。せっかちを自認するストーレンは、同日に球団幹部から「プロデビューはいつがいいか」と聞かれ「金曜日（12日）はどうですか」と答えたという。結局、12日ではなく18日に、マイナーリーグのA級ヘイガーズタウン・サンズでプロ初登板。これ以降、大学時代と同様に救援投手として登板を重ねたストーレンは、A+級ポトマック・ナショナルズを経てAA級ハリスバーグ・セネターズまで昇格してプロ1年目を終える。3クラス合計での成績は、28試合37イニングで2勝1敗11セーブ、防御率1.95、49奪三振、WHIP 0.78だった。
2010年は、シーズン開幕をAA級ハリスバーグで迎えたストーレンだったが、4月末にはAAA級シラキュース・チーフスへ昇格。そこで6試合に投げたところで、5月中旬にメジャーへ昇格することになった。不振のブライアン・ブルーニーと入れ替わる形でナショナルズに合流し、5月17日のセントルイス・カージナルス戦でメジャーデビュー。2点ビハインドの7回裏一死一塁の場面で登場し、マット・ホリデイから空振り三振を奪うなど、この回を無失点に抑えた。そのままメジャーに定着したストーレンは、前半戦終了時点で24試合に登板、中継ぎとして8ホールドを挙げる。後半戦になると、抑え投手だったマット・キャップスが途中でミネソタ・ツインズへトレード移籍したこともあって、試合を締める役割を担うことが増えるように。8月6日のロサンゼルス・ドジャース戦で9回裏の1イニングを無失点に抑えメジャー初セーブを記録すると、シーズン終了までに計5つのセーブを稼いだ。この年にデビューした選手の中では54登板は5位、5セーブは高橋尚成に次いで2位の多さだった。
2011年は43セーブを記録。
2012年は故障で出遅れ、クローザーの座に復帰したのはシーズン終盤になってからだった。10月12日のリーグ優勝決定シリーズ進出が懸かったカージナルスとのディビジョンシリーズ第5戦では、2点リードの9回表に登板し、二死2ストライクまで追い込んでから4失点で逆転を許し、ナショナルズは敗退した。
2013年は、開幕前にチームがラファエル・ソリアーノを獲得したため、ストーレンは中継ぎに配置転換された。これが、影響したのか成績不振に陥り、マイナー降格となった。一連の出来事に、チームメイトのタイラー・クリッパードもチームの編成部に対して不満を言っている。
2014年1月17日にナショナルズと345万ドル+出来高（登板試合数によって変動）の1年契約に合意した。この年は、4月から6月にかけて、毎月1失点ずつに抑えるロケットスタートを決めた。7月には一時、不安定になったが、シーズン終盤にクローザーのラファエル・ソリアーノが調子を落とした為、ストーレンが代役を務めた。クローザー定着後も役割を全うし、最終的には65試合に登板して防御率1.12・2勝1敗11セーブ・WHIP0.98という素晴らしい成績を収めた。しかし、サンフランシスコ・ジャイアンツとのポストシーズンでは初戦でセーブを失敗し、チーム敗退の一因となった。
2015年はジョナサン・パペルボンが加入したが、全体としてはクローザーを務め、58試合に登板して29セーブを挙げた。なお9月9日のニューヨーク・メッツ戦では決勝打を打たれた悔しさからロッカーを殴って親指を骨折し、残りのシーズンを棒に振った。

### ブルージェイズ時代
2016年1月9日にベン・リビアとのトレードで、トロント・ブルージェイズへ移籍した。新天地では守護神候補として期待されるも、3・4月の防御率が10.13と大乱調。その後も一向に状態が上がらず、7月24日にDFAとなった。

### マリナーズ時代
2016年7月26日にホアキン・ベノワとのトレードで、金銭と共にマリナーズへ移籍した。
11月3日にFAとなった。

### レッズ時代
2017年1月3日にシンシナティ・レッズと1年300万ドルで契約を結んだ。オフの11月2日にフリーエージェント(FA)となった。12月にトミー・ジョン手術を受けた。

### ロイヤルズ傘下時代
2019年2月15日にカンザスシティ・ロイヤルズとマイナー契約を結んだが、6月19日に放出された。

### フィリーズ傘下時代
2020年1月22日にフィラデルフィア・フィリーズとマイナー契約を結んだが、開幕前となる6月27日に放出された。

## 詳細情報

### 年度別投手成績
| 年 度     | 球 団     | 登 板 | 先 発 | 完 投 | 完 封 | 無 四 球 | 勝 利 | 敗 戦 | セ 丨 ブ | ホ 丨 ル ド | 勝 率 | 打 者 | 投 球 回 | 被 安 打 | 被 本 塁 打 | 与 四 球 | 敬 遠 | 与 死 球 | 奪 三 振 | 暴 投 | ボ 丨 ク | 失 点 | 自 責 点 | 防 御 率 | W H I P |
| --------- | --------- | ----- | ----- | ----- | ----- | -------- | ----- | ----- | -------- | ----------- | ----- | ----- | -------- | -------- | ----------- | -------- | ----- | -------- | -------- | ----- | -------- | ----- | -------- | -------- | ------- |
| 2010      | WSH       | 54    | 0     | 0     | 0     | 0        | 4     | 4     | 5        | 10          | .500  | 232   | 55.1     | 48       | 3           | 22       | 3     | 3        | 52       | 3     | 0        | 24    | 22       | 3.58     | 1.27    |
| 2011      | WSH       | 73    | 0     | 0     | 0     | 0        | 6     | 3     | 43       | 3           | .667  | 303   | 75.1     | 57       | 8           | 20       | 4     | 2        | 74       | 2     | 0        | 24    | 23       | 2.75     | 1.02    |
| 2012      | WSH       | 37    | 0     | 0     | 0     | 0        | 3     | 1     | 4        | 10          | .750  | 116   | 30.1     | 22       | 0           | 8        | 0     | 1        | 24       | 1     | 0        | 8     | 8        | 2.37     | 0.99    |
| 2013      | WSH       | 68    | 0     | 0     | 0     | 0        | 4     | 2     | 3        | 24          | .667  | 267   | 61.2     | 65       | 7           | 19       | 2     | 1        | 58       | 2     | 0        | 34    | 31       | 4.52     | 1.36    |
| 2014      | WSH       | 65    | 0     | 0     | 0     | 0        | 2     | 1     | 11       | 20          | .667  | 224   | 56.1     | 44       | 2           | 11       | 3     | 3        | 46       | 4     | 0        | 8     | 7        | 1.12     | 0.98    |
| 2015      | WSH       | 58    | 0     | 0     | 0     | 0        | 2     | 2     | 29       | 5           | .500  | 228   | 55.0     | 45       | 4           | 16       | 2     | 5        | 67       | 2     | 0        | 23    | 21       | 3.44     | 1.11    |
| 2016      | TOR       | 38    | 0     | 0     | 0     | 0        | 1     | 3     | 3        | 8           | .250  | 156   | 33.1     | 43       | 6           | 10       | 1     | 6        | 32       | 0     | 1        | 23    | 23       | 6.21     | 1.59    |
| 2016      | SEA       | 19    | 0     | 0     | 0     | 0        | 3     | 0     | 0        | 2           | 1.000 | 72    | 18.1     | 13       | 1           | 3        | 0     | 1        | 16       | 0     | 0        | 7     | 7        | 3.44     | 0.87    |
| '16計     | SEA       | 57    | 0     | 0     | 0     | 0        | 4     | 3     | 3        | 10          | .571  | 228   | 51.2     | 56       | 7           | 13       | 1     | 7        | 48       | 0     | 1        | 30    | 30       | 5.23     | 1.34    |
| 2017      | CIN       | 58    | 0     | 0     | 0     | 0        | 4     | 2     | 1        | 6           | .667  | 246   | 54.2     | 57       | 7           | 23       | 5     | 10       | 48       | 1     | 0        | 32    | 27       | 4.45     | 1.46    |
| 通算：8年 | 通算：8年 | 470   | 0     | 0     | 0     | 0        | 29    | 18    | 99       | 88          | .617  | 1844  | 440.1    | 394      | 38          | 132      | 20    | 32       | 417      | 15    | 1        | 183   | 169      | 3.45     | 1.20    |

- 2022年度シーズン終了時

### 背番号
- 58（2010年）
- 22（2011年 - 2015年）
- 45（2016年）
- 40（2017年）